# Championnats du monde de semi-marathon 1994
Les 3e Championnats du monde de semi-marathon ont eu lieu le 24 septembre 1994 à Oslo. 215 athlètes issus de 47 nations ont participé à l'évènement.

## Résultats

### Hommes
| Épreuves            | Or                                                              | Argent                                                            | Bronze                                                          |
| Course individuelle | Khalid Skah 1 h 00 min 27                                       | Germán Silva 1 h 00 min 28                                        | Ronaldo da Costa 1 h 00 min 54                                  |
| Par équipes         | Kenya Godfrey Kiprotich Shem Kororia Andrew Masai 3 h 03 min 36 | Mexique Germán Silva Martín Pitayo Benjamín Paredes 3 h 03 min 47 | Maroc Khalid Skah Salah Hissou Abdelkadir Mouaziz 3 h 05 min 58 |

### Femmes
| Épreuves            | Or                                                                | Argent                                                               | Bronze                                                           |
| Course individuelle | Elana Meyer 1 h 08 min 36 CR                                      | Iulia Negura 1 h 09 min 15                                           | Anuta Catuna 1 h 09 min 35                                       |
| Par équipes         | Roumanie Iulia Negura Anuta Catuna Elena Fidatof 3 h 29 min 03 CR | Norvège Hilde Stavik Brynhild Synstnes Grete Kirkeberg 3 h 33 min 36 | Japon Mari Tanigawa Mineko Watanabe Yukari Komatsu 3 h 35 min 39 |

## Tableau des médailles
| Rang | Nation | Or | Argent | Bronze | Total |
| ---- | ------ | -- | ------ | ------ | ----- |